# الجميلة النائمة
الجميلة النائمة أو الحسناء النائمة أو الأميرة النائمة (بالفرنسية: La Belle au bois dormant)‏، (بالإنجليزية: Sleeping Beauty)‏، حكاية خرافية شهيرة ألفها الكاتب شارل بيرو ونشرت عام 1697 في مجموعة حكايات من الماضي.